# USS Prairie (AD-5)
Pour les autres navires du même nom, voir USS Prairie.
L'USS Prairie (AC-5) est un navire acquis par l'United States Navy en 1898. Converti en croiseur auxiliaire puis en navire-école, il participe à l'occupation américaine de Veracruz, puis à la Première Guerre mondiale en tant que navire ravitailleur. Il est retiré du service en 1922.